# Соціологія культури
Соціологія культури — галузева соціологічна теорія, об'єктом вивчення якої є закономірності функціонування і розвитку культури в суспільстві, а також складання, засвоєння, збереження і подальша передача культурних норм, ідей, цінностей, зразків поведінки, уявлень, які виступають як регулятори відносин між людьми, а також взаємини суспільства і природи.
Термін соціологія культури був вперше використаний Максом Адлером.
Предметом вивчення соціології культури Адлер вважав соціальні фактори становлення і існування культурних цінностей і норм. Але дане визначення предмета соціології культури не було прийнято на Заході більшістю наступних її дослідників, і Адлера критикували з тієї причини, що у філософській і суспільно-політичній літературі такі поняття, як «суспільство» і «культура» використовувалися, за дуже рідкісними винятками, як тотожні. А також вважалося, що немає сенсу підміняти соціологію як таку соціологією культури. Наприклад творець культурології Леслі Вайт вважав, що соціологія безсила в тому, щоб чітко розмежувати культурне і соціальне, оскільки, на його думку, вона розглядає культуру лише як окрему грань соціальних взаємозв'язків, хоча суспільство є функцією культури.
Карл Маннгайм визначав соціологію культури як специфічний різновид інтерпретації творів культури.
Структурний функціоналізм Толкотта Парсонса сприяв сильному звуженню предмета соціології культури, оскільки в його основі лежить культурний детермінізм і, отже, культура розглядається як наріжний камінь для існування і розвитку всіх галузей життєдіяльності суспільства.